# Abacidus obesulus
Abacidus obesulus är en skalbaggsart som beskrevs av Leconte 1873. Abacidus obesulus ingår i släktet Abacidus och familjen jordlöpare. Inga underarter finns listade i Catalogue of Life.